# Zhichihuo yuanjiao
Zhichihuo yuanjiao là một loài bướm đêm trong họ Geometridae.